# Brillantissime
Pour plus de détails, voir Fiche technique et Distribution.
 Brillantissime est une comédie française réalisée par Michèle Laroque, sortie en 2018.

## Synopsis
Un homme quitte sa femme le jour de Noël. Cette situation permet à cette dernière de faire le bilan de sa vie.

## Fiche technique
- Titre de travail : Mon brillantissime divorce[1]
- Réalisation : Michèle Laroque
- Assistant à la réalisation : Sébastien Deux
- Scénario : Michèle Laroque, Benjamin Morgaine et Lionel Dutemple
- Producteur : Luc Martinage
- Script : Marie Leconte
- Photographie : Kika Ungaro
- Musique : Alex Beaupain
- Directeur du casting : Gérard Moulevrier
- Chef monteur : Reynald Bertrand
- Chef décorateur : Nicolas Migot
- Directeur de production :
- Costume: Charlotte Betaillole
- Société de production : Nolita Cinéma, Princesse Béli
- SOFICA : Cinémage 12
- Distribution : Studiocanal (France)
- Pays d'origine :  France
- Genre : comédie
- Budget : 5 960 000 €
- Durée : 95 minutes
- Date de sortie : 17 janvier 2018 (France)

## Distribution
- Michèle Laroque : Angela
- Kad Merad : le Docteur Steinman
- Françoise Fabian : Claire, la mère d'Angela
- Gérard Darmon : Georges
- Rossy de Palma : Charline
- Pascal Elbé : Max, le mari d'Angela
- Oriane Deschamps : Léa, la fille d'Angela
- Arthur Jacquin : Hot sticks
- Emy : Xxelle
- Marthe Villalonga : la copine sur le pont
- Michèle Moretti : la copine sur le pont
- Doïna Laroque : la copine sur le pont
- Michaël Youn : Ben
- Charlie Dupont : le patient 1 (au cimetière)
- Moussa Maaskri : le patient 2 (sur la piste d'hélicoptère) / le caissier du sex shop
- Pierre Palmade : le patient 3 (sur la barque)
- Jean Benguigui : le boucher
- Jean-Pierre Sanchez : Samuel, le boucher
- Georges Neri : le vieux monsieur
- Vantha Talisman : Mina, la gouvernante
- Nadège Beausson-Diagne : Mme Vaillant, la cliente fruits
- Julia Vignali : la gynécologue
- Philippe Lacheau : Maurice, un parachutiste
- Tarek Boudali : un parachutiste
- Julien Arruti : un parachutiste
- Élodie Fontan : une parachutiste

## Production

### Pré-production
Le sujet du film est une adaptation au cinéma par Michèle Laroque d'une pièce de théâtre Mon brillantissime divorce (My Brilliant Divorce (en)) de l'irlandaise Géraldine Aron (en),.
Le film est produit par les sociétés Nolita Cinéma et Princesse Béli. Alex Beaupain a composé des musiques pour cette comédie.

### Financement du film

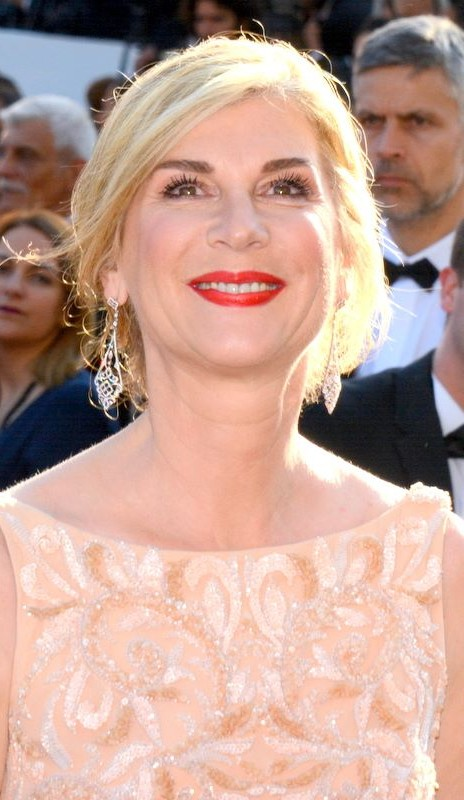
Le premier film de l'actrice Michèle Laroque comme réalisatrice.

En 2013, Michèle Laroque lance une campagne pour réaliser un film participatif : le public produit le film sous le nom des Coprods pour Mon film avec Michèle. Toute cette aventure a tourné autour du slogan : « Et si on faisait un film ensemble ? ». L'opération de financement participatif réunit à peu près 2000 donateurs (entre 1900 et 3000 selon les sources) et 400 000 € pour un film intitulé à l'origine Jeux dangereux, film traitant du terrorisme. Le financement participatif n'intervient que pour une petite partie du budget du film dont le montant global est lui estimé à 4 millions d'euros.
Mais les attentats du Bataclan en 2015 et de Nice en 2016 obligent les scénaristes à réécrire à chaque fois l'histoire en fonction de l'actualité. Ce projet est abandonné en 2016 et l'argent récolté grâce au financement participatif sert à financer Brillantissime,,.

### Attribution des rôles
Michèle Laroque joue le rôle d'Angela. Kad Merad est le premier à rejoindre le casting ; il joue le rôle du docteur Steinman. 
Oriane Deschamps, fille de Michèle Laroque, joue sa fille Léa dans le film. De même pour Emy, le chien de Michèle Laroque qui joue le rôle du chien d'Angela, Xxelle. 
Michaël Youn joue le rôle de Ben, un homme imbécile. 
Michèle Laroque a invité les acteurs Philippe Lacheau, Tarek Boudali et Julien Arruti de La Bande à Fifi pour quelques scènes.

### Tournage
Le tournage a duré du 20 mars au 20 mai 2017.
Lieux de tournage
- Nice
- Èze
- Fayence (Aérodrome)
- Cap-d'Ail
- Antibes (Université Sophia-Antipolis)

### Sortie
Le film sort en France le 17 janvier 2018 dans 375 salles de cinéma.

## Autour de film
- La musique entendue lors de la tentative de suicide d'Angéla est tirée du troisième acte de la Traviata de Giuseppe Verdi
- Oriane Deschamps jouant la fille d'Angéla est aussi la fille de Michelle Laroque à la ville.

- Le chien baptisé XXL est aussi le vrai chien de Michelle Laroque à la ville.

## Accueil

### Critique
Le Figaro est sévère avec le film et sa réalisatrice, Michèle Laroque, considérant qu'il s'agit là d'une comédie ratée que l'on peut classer parmi les navets,.
Les critiques de l'émission Le Masque et la Plume sur France Inter ne sont pas tendres non plus, évoquant un film plat et lisse. 
En revanche Ouest-France par la plume d'Emilie Michel note "Entourée d'une bande d'amis déjantés (Gérard Darmon, Pierre Palmade, Michael Youn...), Michèle Laroque livre une comédie loufoque et tendre."

### Box-office
Le film cumule 297 436 entrées lors de sa première semaine d'exploitation en salles. Au total, il comptabilise 621 586 entrées en France et 25 294 en-dehors de l'Hexagone.
Doté d'un budget de production près de 6 millions d'euros, il n'en rapporte que 5,1 millions durant son exploitation en salles.

## Diffusion
Le film est diffusé pour la première fois à la télévision française le dimanche 31 mai 2020 sur France 2 à 21 h 5. Il se classe deuxième des audiences de la soirée en rassemblant 3,01 millions de spectateurs soit 13,4 % de l'ensemble du public.